# Hattenhofen (Bayern)

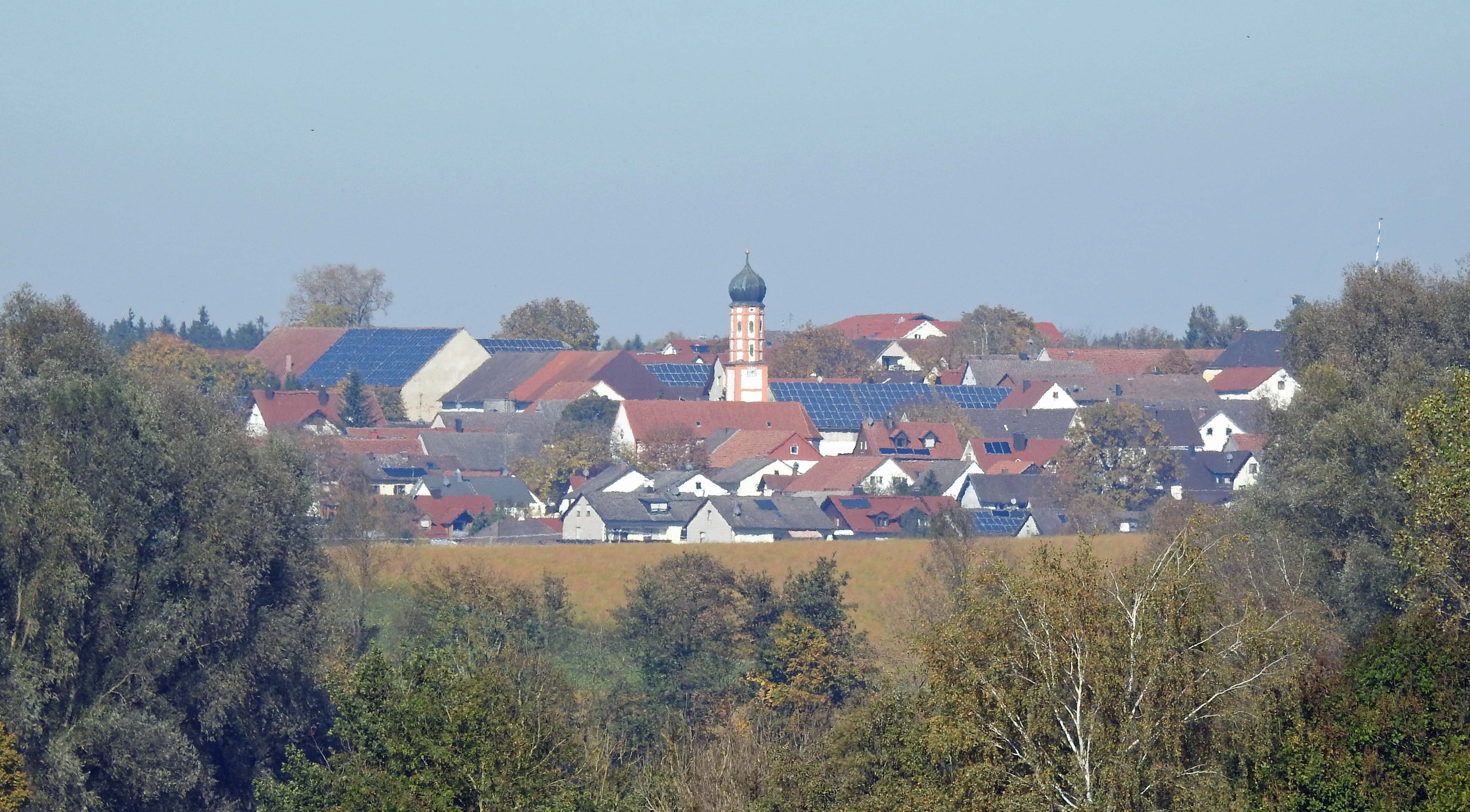
Hattenhofen von Süden

Hattenhofen ist eine Gemeinde im oberbayerischen Landkreis Fürstenfeldbruck.

## Geografie
Hattenhofen liegt in der Region München, etwa 35 km westlich der Landeshauptstadt.
Die Gemeinde hat drei Gemeindeteile (in Klammern ist der Siedlungstyp angegeben):
- Haspelmoor (Dorf)
- Hattenhofen (Kirchdorf)
- Loitershofen (Weiler)

Es gibt nur die Gemarkung Hattenhofen.

## Geschichte

### Bis zum 19. Jahrhundert
Der Ortsname ist in den Traditionsbüchern der Diözese Brixen aus den Jahren 1060–1070 als Hattanhouan ersturkundlich genannt. Der Ort entstand demnach beim Gehöft eines gewissen Hatto.
Der Ort gehörte zum Rentamt München und zum Landgericht Dachau des Kurfürstentums Bayern. Im Zuge der Verwaltungsreformen in Bayern entstand mit dem Gemeindeedikt von 1818 die heutige Gemeinde.
Ab dem Jahr 1840 entwickelte sich mit dem Bau der Bahnlinie Augsburg–München die Siedlung Haspelmoor.

### 20. Jahrhundert
Durch einen Fliegerangriff wurden 1945 große Teile des Ortes zerstört, aber bald wieder aufgebaut.

### Einwohnerentwicklung
Zwischen 1988 und 2018 wuchs die Gemeinde von 1126 auf 1543 um 417 Einwohner bzw. um 37 %.
- 1961: 0872 Einwohner
- 1970: 0929 Einwohner
- 1987: 1090 Einwohner
- 1991: 1238 Einwohner
- 1995: 1326 Einwohner
- 2000: 1342 Einwohner
- 2005: 1389 Einwohner
- 2010: 1379 Einwohner
- 2015: 1530 Einwohner

## Politik und Verwaltung
Die Gemeinde ist Mitglied der Verwaltungsgemeinschaft Mammendorf.
Erster Bürgermeister ist Franz Robeller (UWG Haspelmoor). Er wurde 2014 Nachfolger von Mathias Ettenberger (Wählergruppe Dorfgemeinschaft Hattenhofen) und am 15. März 2020 mit 90,58 % der Stimmen für weitere sechs Jahre bestätigt.
Der Gemeinderat wurde bei der Kommunalwahl 2020 wie folgt besetzt:
- UWG: 5 Sitze (39,69 %)
- DG: 4 Sitze (32,17 %)
- JW: 3 Sitze (28,14 %)

Die Wahlbeteiligung lag bei 62,17 %.
Die Gemeindesteuereinnahmen betrugen im Jahr 2020 nach den Angaben des Bayerischen Landesamts für Statistik und Datenverarbeitung 1.556 T€, davon waren 361 T€ (netto) Gewerbesteuereinnahmen.

### Wappen
| Wappen von Hattenhofen (Bayern) | Blasonierung: „In Silber eine eingeschweifte blaue Spitze, darin ein silberner römischer Meilenstein; vorne ein schwebendes rotes Tatzenkreuz, in der Mitte belegt mit einer kleinen silbernen Scheibe (Hostie), hinten ein roter Zaun.“ |
| Wappen von Hattenhofen (Bayern) | Wappenbegründung: Die eingeschweifte blaue Spitze in Silber verweist auf die historische Zugehörigkeit zum landesherrlich-wittelsbachischen Herrschaftsbereich (Landgericht Dachau). Im 19. Jahrhundert wurde in der Gemeindeflur ein auf das Jahr 201 n. Chr. datierter römischer Meilenstein gefunden. Das rote Tatzenkreuz ist das heraldische Kennzeichen des Birgittenordens und wurde in das Wappen aufgenommen, um auf die beträchtliche Grundherrschaft des Birgittenklosters Altomünster in Hattenhofen hinzuweisen. Der Zaun symbolisiert die frühere Umhegung des Dorfbezirks. Dieses Wappen wird seit 1981 geführt. |

## Wirtschaft und Infrastruktur

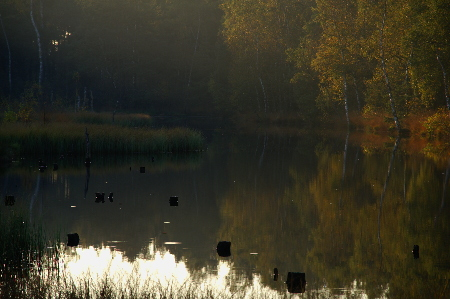
Staugewässer im Haspelmoor

Im Jahr 2020 gab es nach der amtlichen Statistik im produzierenden Gewerbe 35 und im Bereich Handel und Verkehr 68 sozialversicherungspflichtig Beschäftigte am Arbeitsort. In sonstigen Wirtschaftsbereichen lag dieser Wert bei 33 Personen. Sozialversicherungspflichtig Beschäftigte am Wohnort gab es 679. Daher mussten 468 Beschäftigte vom Wohnort zum Arbeitsort pendeln.
Im verarbeitenden Gewerbe gab es keine, im Bauhauptgewerbe drei Betriebe.
Zudem bestanden im Jahr 2016 13 landwirtschaftliche Betriebe mit einer landwirtschaftlich genutzten Fläche von 514 ha, davon waren 455 ha Ackerfläche.

### Verkehr
Der Haltepunkt Haspelmoor liegt an der Bahnstrecke München–Augsburg.
Hattenhofen ist mit drei Regionalbuslinien des Münchner Verkehrs- und Tarifverbundes und einer Ruftaxilinie erschlossen. Das Gemeindegebiet liegt in der Tarifzone 4.
| Linie | Linienverlauf                                                                                              | Verkehrsunternehmen |
| ----- | --- | ------------------- |
| 822   | Mammendorf – Adelshofen – Jesenwang – Landsberied – Schöngeising S – Fürstenfeldbruck S R                  | Omnibus Neumeyr     |
| 839   | Tegernbach – Mittelstetten – Althegnenberg R – Hattenhofen – Mammendorf S R – Puch – Fürstenfeldbruck S R  | Amperbus GmbH       |
| 889   | Althegnenberg R – Tegernbach – Mittelstetten – Oberschweinbach – Mammendorf S R – Fürstenfeldbruck S R     | Amperbus GmbH       |
| 8800  | Fürstenfeldbruck / Mammendorf / Hattenhofen / Adelshofen / Oberschweinbach / Althegnenberg / Mittelstetten | Geldhauser          |

### Bildung
2021 gab es folgende Einrichtungen:
- eine Kindertageseinrichtung: 74 genehmigte Plätze mit 67 betreuten Kindern
- eine Volksschule: 141 Schüler in acht Klassen

## Söhne und Töchter der Stadt
- Johann Walleshauser (1735–1816), Sänger